# 白菊町站
白菊町站（日语：／ Shiragikuchō eki */?）是位於石川縣金澤市白菊町，原北陸鐵道的石川線車站，現已廢站。

## 概要
在1916年8月30日，金野軌道開設第一代西金澤站。在1925年5月1日，該站改名為白菊町站。在1970年4月1日起，再沒有客運列車使用此站，只有貨運列車使用。在1972年9月20日，此站被廢除。
車站遺址現時已建了公寓和停車場。路軌遺址則可透過彎曲的柵欄確認。

## 歷史
- 1916年8月30日：金野軌道西金澤站啟用[2][3]。
- 1925年5月1日：車站改名為白菊町駅[1]。
- 1943年10月13日：成為北陸鐵道石川線的車站[4][5][6]。
- 1970年4月1日：客運列車停止停靠本站[7]，只保留貨運服務。
- 1972年9月20日：車站廢除[4][8]。

## 車站構造
車站大樓與道路構成一個直角。

## 相鄰車站
北陸鐵道
石川線
白菊町－野町

## 注腳
1. 1 2  「地方鉄道駅名改称」《官報》1925年5月5日（日語）（國立國會圖書館數碼化資料）
2. ↑  和久田康雄《私鉄史ハンドブック》電氣車研究會，1993年，p.95 和 私鉄史ハンドブック正誤表PDF（日語）
3. ↑  《私鉄の廃線跡を歩くIII》指出是在8月1日啟用
4. 1 2  寺田裕一《私鉄の廃線跡を歩くIII 北陸・上越・近畿編》JTB出版，2008年，p.38
5. ↑  和久田康雄《私鉄史ハンドブック》電氣車研究會，1993年，p.93 和 私鉄史ハンドブック正誤表PDF（日語）
6. ↑  . 北國新聞社. 2003-08-05: 416 （日语）.
7. ↑  . 北陸鐵道. 1993-12: 275 （日语）.
8. ↑  . 北陸鐵道. 1993-12: 276 （日语）.

## 外部連結
- 石川縣朝顏電視台 - 北陸鐵道石川線1 （页面存档备份，存于）